# 斉藤誠司
斉藤 誠司（さいとう せいじ、1986年5月27日 - ）は、埼玉県さいたま市岩槻区出身のプロサッカー選手、実業家、経営者、代理人、指導者。11ヵ国のプロサッカーリーグに在籍し、さいたま市からスポーツ栄光賞を受賞。国内外ではマネージメント会社、サッカー個人塾、プロ育成システム、サッカー施設、飲食店、ココナッツジュース店、歯科技工所を経営。現役プロ選手でありながら代表取締役社長として会社経営も行い、5ヵ国にてスクール運営、30ヵ国以上で夢先生としても活動。国内外の従業員数は42名、保有資産額は日本円で約10億円。

## 経歴
埼玉県岩槻市（現在のさいたま市岩槻区）に生まれた。日本時代はユース年代ながら柏レイソルのサテライト(プロ)に所属し、菅沼実
や大谷秀和らとチームメイトになり全国大会で3位になった。もともと市選抜や県選抜などの実績はなかったが柏レイソルへの入団後は年代別の日本代表に名を連ねた。
15歳の時にユース日本代表の試合を視察していた代理人に声をかけられ16歳でブラジルへ渡り、サンパウロFCユースのテストに合格をして、その後に同チームのサテライトチームに昇格をして18歳の時にプロ契約を結び、ブラジルでは8年間のプレー経験がある。
ブラジル国内や南米の様々なクラブを渡り歩き、ブラジル時代には足の手術を受け所属チームとは契約解除になり、2010年12月から日本に帰国をして埼玉県社会人サッカーリーグ1部のアヴェントゥーラ川口に在籍し（自身のブログでは監督兼選手という扱いで6か月契約としている）、2011年6月に退団した。
その後、ポルトガル3部リーグのCFフォンや、シンガポール1部リーグのアームド・フォーシズでプレーし、アームド・フォーシズでは1得点を決めた。
2012年11月、エクストラクラサ（ポーランド1部）のコロナ・キェルツェと契約を結んだ。契約期間は2013年6月までの約8か月間。
2013年夏の移籍期間に、日本のJリーグの複数のクラブからオファーが届いたが断り、インド1部リーグ所属のサルガオカーFCから高額年俸でオファーが届き移籍した。
2015年からラトビアのFKトゥクムス2000でプレー。同年7月にボリビア1部リーグのクルブ・ブルーミングと仮契約をしたが、怪我のために本契約には至らなかった。
2016年2月に中東バーレーンのシトラ・クラブからオファーが届き完全移籍した。契約期間は2016年2月から2017年12月までである。現地の新聞記事で年俸は日本円にして1億5000万円と報じられた。
2017年7月にバーレーンのシトラ クラブからモンゴル1部リーグのUnaganuud FCに3か月の期限付き移籍した。
2017年9月にマカオサッカーリーグファーストディビジョンのChao Pak Keiから国内史上最高年俸額のオファーが届き完全移籍した。マカオで初の日本人プロサッカー選手となった。契約期間は2020年12月まで、年俸は約50万ドル(3年契約で1億2000万円)と地元紙では報じられた。
2013年からブラジルでプロ育成システムを立ち上げ経営者として活動している。
2019年5月に中東にあるサウジアラビア1部プロリーグから年俸額、2億円のオファーが届いた。ブラジルでは3店舗目となるカフェ店をオープンさせ、本人が経営するサッカースクール会員数も1000名を超えるなど、海外では現役プロ選手を続けながら様々なビジネスを成功させた日本人と話題になり地元紙で報じられた。
2018年にはドイツ1部リーグ・ドルトムントにて指導者研修修了者としてドルトムントサッカーアカデミー公認コーチになる。
2019年5月に数多くの子どもたちをプロサッカー選手に育成したことが世界的に評価され、国内外メディアや朝日新聞、テレビ埼玉、JCOM番組で「育成年代指導のスペシャリスト」として紹介された。
2019年10月にブラジルでサッカー施設(サッカー場、宿泊施設、プール)を設立した。
2019年4月にさいたま市岩槻区でサッカースクールを開校した。開校から3ヶ月で生徒数が100名を超え、数多くのメディアで話題になり、テレビ埼玉とJCOM番組でテレビ放送された。
2021年2月に北中米コスタリカプロサッカーリーグへの移籍が発表された。現地サンホセ市では生中継で記者会見が行われ、同時期にサンパウロ州からこれまでの活動が評価され「スポーツ栄光賞」を受賞。
2021年3月に国内外の生徒在籍数が1264名となり、これまでに82人の生徒をブラジル、欧州のプロリーグ、日本のJリーグでプロ契約させたことが朝日新聞で報じられた。
2021年4月にスペインプロリーグに所属するADアルコルコンのアジア地域担当スカウトになる。

## エピソード
- 現役プロ選手を続けながら海外では指導者プロBライセンスを取得して本人のサッカースクールや日本食レストランを経営している[7]。
- ブラジルには本人の公式ファンクラブがあり数多くの日系ブラジル人が会員となり、本人の誕生日会には100名以上のファンを招待している[39]。
- 2012年、エクストラクラサ（ポーランド1部）のコロナ・キェルツェに移籍した際は日本のヤフートップニュースで報じられた[40]。
- 海外11ヵ国のプロサッカーリーグでプレーした。その他、海外遠征や練習参加を合わせると30ヵ国以上でプレーしている[19]。
- 平成13年度に埼玉県岩槻市スポーツ栄光賞、努力賞を受賞した。
- 柏レイソルのキャプテン、日本プロサッカー選手会副会長でもある大谷秀和とは、柏レイソルユース、サテライト時代のチームメイトであり、オフ期間には定期的に食事に行く仲とお互いのSNSで投稿している[41][42]。
- オフ期間には日本に一時帰国をして、様々な学校で講演会活動やサッカー教室を開催している[43]。2016年3月には朝日埼玉スポーツ新聞で紹介された[44]。
- 2017年夏の移籍期間にコスタリカ1部のLDアラフエレンセと[45]インドネシア、中東オマーンからオファーが届いた[46]。
- 2017年に家族が重度の病気になり日本に一時帰国をした。当時所属していたチームを退団して本人は引退を考えていたが数ヵ月後に再契約を結んだ[47]。
- 2017年9月にマカオから国内最高額の年俸でオファーが届き移籍した。マカオ、ブラジル国内でも話題になり、テレビやラジオ番組にも出演した[48][49]。定期的にマカオの子供達にポルトガル語と英語を使用してサッカー教室をしている[50]。
- ブラジルでは日系人を対象にサッカースクールと日本レストランを経営している。2021年度のスクール会員数は1264名在籍している[51][52] [53]。
- ブラジルサッカー協会公認指導者プロBライセンスを保持している[7]。
- 2014年からブラジルで日本食レストランを経営している[7]。
- ブラジルでは日系人を対象にサッカースクールを経営している。
- 2018年にドイツ1部リーグのドルトムントにて指導者研修修了者としてドルトムントサッカーアカデミー公認コーチとなる[54]。
- 2018年に元婚約者を病気で亡くした。本人のブログのアクセス数が12万人を超え、Ameba公認の芸能人総合ランキングにて1位を獲得する[55][56]。
- 2019年1月にサウジアラビアから年俸1億円のオファーが届き、サンパウロ市内には3店舗目のカフェ店をオープンさせた。海外で現役プロ選手を続けながら様々なビジネスを成功させている日本人と話題になり地元紙で報道された[57]。

## 代表歴
- U-15日本代表[58]
- U-16日本代表[58]
- U-18日本代表[58]

## 指導歴
- 2013年-現在 プロ育成システム株式会社 代表取締役社長[59][60]。
- 埼玉県クラブジュニア選抜メキシコ遠征 コーチ兼通訳。
- 2011年 ポルトガルCFフォンジュニアサッカーチーム監督[61]。
- 2015年 ラトビアFKトゥクムス2000ジュニアユースコーチ[62]。
- 2017年 マカオCPKジュニアユースコーチ兼監督[63]。
- 2018年 ドイツ ドルトムントサッカーアカデミー公認コーチ[64]。
- 2019年 セジニョサッカースクールコーチ[65]。
- 2021年 スペイン ADアルコルコンアジア地域担当スカウト[66]。

## 学歴
- 東岩槻幼稚園[67]
- さいたま市立上里小学校[68]
- さいたま市立桜山中学校
- 昌平中学・高等学校
- 埼玉県立大宮中央高等学校